# Mariano Prado Baca
Mariano Prado Baca (* 1776 in León (Nicaragua); † 1837 in Antigua Guatemala) war viermal Supremo Director der Provinz El Salvador in der Zentralamerikanischen Konföderation.

## Leben
In seiner Jugend zog Prado mit seiner Familie von León nach San Vicente. In der Kolonialzeit war er einige Jahre beim Regimiento de Bandera de El Fijo. Später studierte er Rechtswissenschaft und wurde 1797 Doktor für Zivilrecht. Er wurde Regidor des Cabildos von San Vicente, wo er Eigentümer von beachtlichem Landbesitz war. 1811 kämpfte er auf Seiten der Kolonialmacht Spanien gegen die Unabhängigkeitsbewegung.
Nach der Proklamation der Unabhängigkeit 1821 wandelte er sich in einen der exponiertesten Vertreter der Partido Liberal. 1822 wurde er in das Provinzparlament von El Salvador gewählt. Prado war Gegner der Annexion an das mexikanische Imperium unter Agustín de Itúrbide.
Vom 25. Mai 1823 bis 22. April 1824, vom 1. Oktober bis zum 13. Dezember 1824 und vom 1. November 1826 bis zum 30. Januar 1829 war er Supremo Director der Provinz El Salvador.
In seiner dritten Amtsperiode kam Mariano Prado Baca in Konflikt mit der Regierung der Zentralamerikanischen Konföderation unter Manuel José Arce y Fagoaga. Arce hatte im Oktober 1826 das Föderationsparlament auflösen lassen und stützte sich auf die liberale Regierung der Provinz Guatemala. 1827 erklärte Prado der Föderation den Krieg, woraufhin die Provinz El Salvador von Truppen von Arce besetzt wurde. In den folgenden beiden Jahren nahm der Konflikt einen häufig wechselnden Verlauf. Schließlich einigten sich die Mitglieder der Partido Liberal einschließlich Prado mit Francisco Morazán, welcher Guatemala-Stadt, die Hauptstadt der Föderation, 1829 in seiner Gewalt hatte und die Mitglieder der Partido Conservador deportieren ließ.
Francisco Morazán ließ sich 1830 zum Präsidenten der Konföderation wählen und machte Mariano Prado Baca zu seinem Stellvertreter. 1832 ließ Morazán die Provinz El Salvador besetzen, um José María Cornejo Merino y Guevara aus dem Amt des Supremo Director zu werfen, da dieser als Mitglied der Partido Conservador die Trennung von der Konföderation befürwortet hatte, und setzte Mariano Prado Baca als Supremo Director der Provinz El Salvador ein.
Diese vierte Amtszeit war vom 25. Juli 1832 bis 1. Juli 1833 vorgesehen. Prado reformierte das Justizwesen und führte Einkommens- und Grundsteuern ein, in deren Folge es zu Protesten in Izalco und San Miguel kam. Am nachhaltigsten war der Protest aus Santiago Nonualco, die Menschen aus diesem Ort suchten ihren Supremo Director zuhause in San Vicente auf. Woraufhin Prado, vor dem Ende seiner Amtszeit, am 9. Januar 1933 aus El Salvador floh. Das Amt des Supremo Director gelangte so in die Hände seines Stellvertreters Joaquín de San Martín y Ulloa, ein Mitglied der Partido Conservador. Hubert Howe Bancroft erklärt, dass Anastasio Mártir Aquino San Carlos mit den Serviles, wie sich damals die Partido Conservador nannte, verbündet war.
1835 wurde Mariano Prado Baca als Abgeordneter ins Parlament der Konföderation gewählt.